# Abu Hbeilat
Abu Hbeilat (tiếng Ả Rập: أبو حبيلات) là một ngôi làng Syria nằm ởphó huyện Barri Sharqi ở huyện Salamiyah, Hama. Theo Cục Thống kê Trung ương Syria (CBS), Abu Hbeilat có dân số 299 trong cuộc điều tra dân số năm 2004.